# Stenocercus modestus
Stenocercus modestus este o specie de șopârle din genul Stenocercus, familia Tropiduridae, descrisă de Tschudi 1845. Conform Catalogue of Life specia Stenocercus modestus nu are subspecii cunoscute.